# Harry Bild
Harry Bild (født 18. december 1936 i Växjö, død 16. januar 2025) var en svensk fodboldspiller (angriber), der mellem 1957 og 1968 spillede 28 kampe og scorede 13 mål for Sveriges landshold.
På klubplan spillede Bild for henholdsvis IFK Norrköping og Östers IF i hjemlandet, og var desuden udlandsprofessionel hos FC Zürich i Schweiz og hos hollandske Feyenoord. Han vandt fire svenske mesterskaber Med IFK Norrköping og ét med Östers. I 1957 blev han Allsvenskan-topscorer.
Bild vandt i 1963 Guldbollen, titlen som Årets fodboldspiller i Sverige.

## Titler
Allsvenskan
- 1957, 1960, 1962 og 1963 med IFK Norrköping
- 1968 med Östers IF